# Dalsätterssjön
Dalsätterssjön är en sjö i Gnesta kommun och Nyköpings kommun i Södermanland och ingår i Svärtaåns huvudavrinningsområde. Sjön har en area på 0,182 kvadratkilometer och ligger 33,1 meter över havet.

## Delavrinningsområde
Dalsätterssjön ingår i det delavrinningsområde (653690-158240) som SMHI kallar för Utloppet av Likstammen. Medelhöjden är 39 meter över havet och ytan är 49,12 kvadratkilometer. Räknas de 5 avrinningsområdena uppströms in blir den ackumulerade arean 58,73 kvadratkilometer. Avrinningsområdets utflöde Svärtaån (Sundbyån) mynnar i havet. Avrinningsområdet består mestadels av skog (63 procent). Avrinningsområdet har 10,44 kvadratkilometer vattenytor vilket ger det en sjöprocent på 21,2 procent.